# Ziarat (Distrikt)
Der Distrikt Ziarat (Urdu ضلع زیارت) ist ein Verwaltungsdistrikt in Pakistan in der Provinz Belutschistan. Sitz der Distriktverwaltung ist die Stadt Ziarat.
Der Distrikt hat eine Fläche von 3.301 km² und nach der Volkszählung von 2017 160.422 Einwohner. Die Bevölkerungsdichte beträgt 48,5 Einwohner/km².

## Geografie

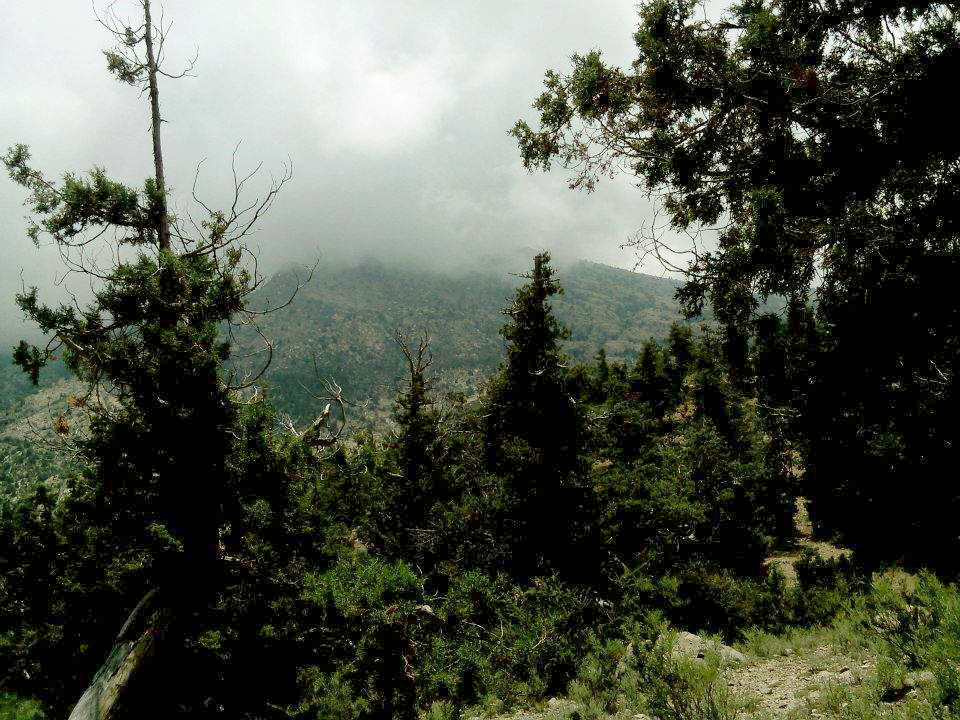
Wacholderwald in Ziarat

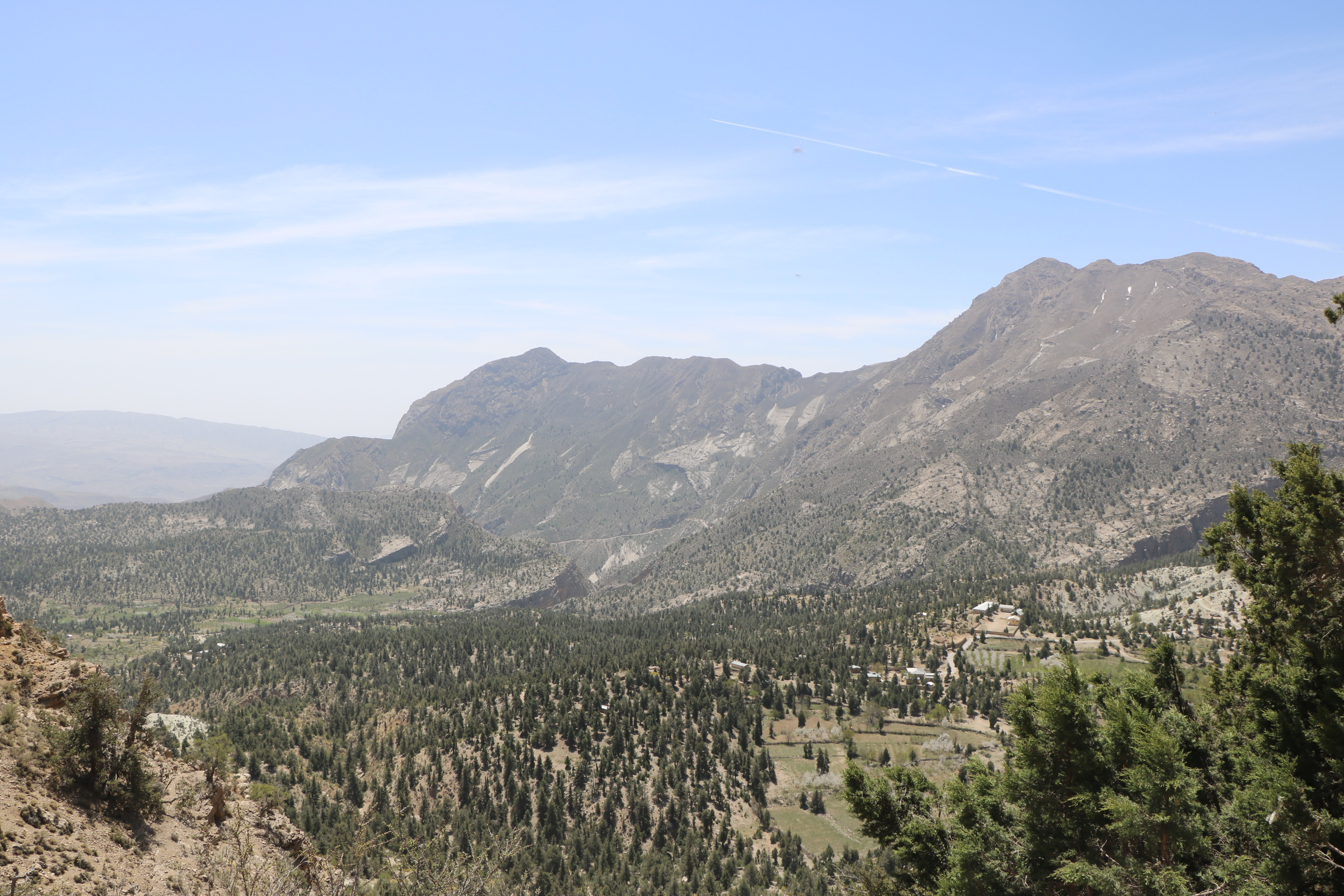
Kharwari-Tal

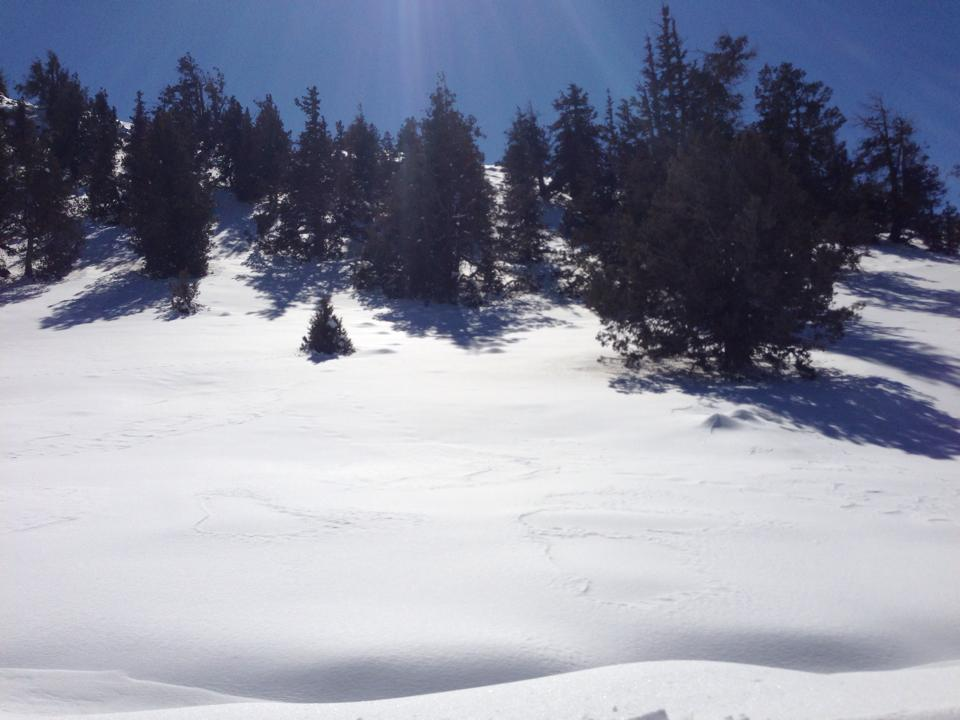
Schnee im Winter

Der Distrikt liegt im Nordosten der Provinz Belutschistan. Das Gebiet des Distriktes besteht aus Hügeln, Bergen und Tälern mit unterschiedlichen Bodenhöhen von 1800 bis 3488 Metern über dem Meeresspiegel. Im Distrikt befinden sich eine der größten und ältesten Wacholderwälder der Welt. Einige der Wacholderbäume sind über 5000 Jahre alt. Topographisch ist der Bezirk gebirgig. Die wichtigsten Täler sind Kach, Kawas, Ziarat, Zandra, Mangi, Mana und Gogi Ahmadoon. Die Täler sind für ihre liebliche Natur mit ausgedehnten Obstplantagen berühmt. Muhammad Ali Jinnah, der Gründer Pakistans, hielt sich in seinen letzten Lebenstagen im September 1948 in Ziarat auf.

## Klima
Das Klima im Bezirk Ziarat ist im Sommer meist angenehm und im Winter kalt bis sehr kalt. Die Sommersaison bleibt von Mai bis August angenehm. Im September beginnt es winterlich zu werden und es wird sehr kalt mit starkem Schneefall in den Monaten November bis März. Die Regenzeit dauert hauptsächlich von Januar bis März im Winter und Juli bis August im Sommer.
|                   | Jan  | Feb  | Mär  | Apr  | Mai | Jun | Jul  | Aug | Sep | Okt | Nov | Dez  |   |       |
|                   |      |      |      |      |     |     |      |     |     |     |     |      |   |       |
| Niederschlag (mm) | 51,8 | 53,8 | 50,8 | 21,6 | 7,4 | 4,1 | 13,7 | 7,6 | 1,3 | 1,8 | 6,4 | 26,9 | Σ | 247,2 |

|  |

|  |

|  |

|  |

|  |

|  |

|  |

|  |

|  |

|  |

|  |

|  |

|  |

|  |

|  |

|  |

|  |

|  |

|  |

|  |

|  |

|  |

|  |

|  |

## Geschichte
Ziarat bedeutet wörtlich übersetzt „Pilgerstätte“. Der Name geht auf das Jahr 1886 zurück und bezieht sich auf den örtlichen Schrein des muslimischen Heiligen Mian Abdul Hakim, auch bekannt als Mulla Tahir und Kharwari Baba. 1887 kam die Gegend zu Britisch-Indien. Nach der Etablierung des Distrikts Sibi im Jahr 1903 wurde Ziarat Teil desselben und der Ort Ziarat wurde Sommerhauptquartier der Distriktverwaltung. Im unabhängigen Pakistan wurde Ziarat nach der Schaffung der Division Sibi Sommerhauptstadt der Divisionsverwaltung. 1986 wurde Ziarat ein eigener Distrikt.

## Verwaltungsgliederung
Der Distrikt ist administrativ in zwei Tehsils unterteilt (Sanjawi und Ziarat).

## Demografie
| Jahr | Einwohnerzahl |
| ---- | ------------- |
| 1998 | 80.748        |
| 2017 | 160.422       |

Zwischen 1998 und 2017 wuchs die Bevölkerung um jährlich 3,67 %. Von der Bevölkerung leben ca. 2 % in städtischen Regionen und ca. 98 % in ländlichen Regionen. In 28.999 Haushalten leben 82.302 Männer, 78.117 Frauen und 3 Transgender woraus sich ein Geschlechterverhältnis von 105,4 Männer pro 100 Frauen ergibt und damit einen für Pakistan häufigen Männerüberschuss.
Die Alphabetisierung der Bevölkerung über 15 Jahre lag 2008/09 bei 65 % und damit deutlich über dem Durchschnitt der Provinz Belutschistan.
Ziarat ist ethnisch relativ homogen. Nach der Volkszählung 1998 sprachen 99,53 % der Bewohner Paschtunisch. Die Paschtunen teilen sich in verschiedene Stämme, wobei jeder Stamm von einem Nawab / Sardar geführt wird. In Ziarat dominiert der Kakar-Stamm.

## Wirtschaft
Der meisten Bewohner sind in der Landwirtschaft beschäftigt. Wirtschaftlich bedeutend ist zudem der Tourismus.
Nach der Agrarstatistik 2009 war die wichtigste Rabi-Anbaupflanze Weizen, der 100 % der Rabi-Abaufläche einnahm, und die wichtigste Kharif-Anbaupflanze war Obst, gefolgt von Kartoffeln, die 95,5 % bzw. 4,1 % der gesamten Kharif-Anbaufläche ausmachten. Unter den Früchten war die Produktion von Pfirsichen am bedeutsamsten. Andere wichtige Obstsorten waren Mandeln, Äpfel, Aprikosen, Trauben, Pfirsiche und Kirschen.